# 하나하타촌
하나하타촌(花畑村)은 1889년 5월 1일부터 1932년 10월 1일까지 존재했던 도쿄부 미나미아다치군의 촌이다. 현재의 아다치구에 해당한다.

## 개요
도쿄부 미나미아다치군의 북동부에 위치했다.
- 1889년 5월 1일 - 시정촌제 시행에 의해 8촌이 합병해 하나하타촌이 성립하였다.
- 1932년 10월 1일 - 3정 6촌과 함께 도쿄시에 편입해, 아다치구가 되었다.